# Johann Peter von Reininghaus

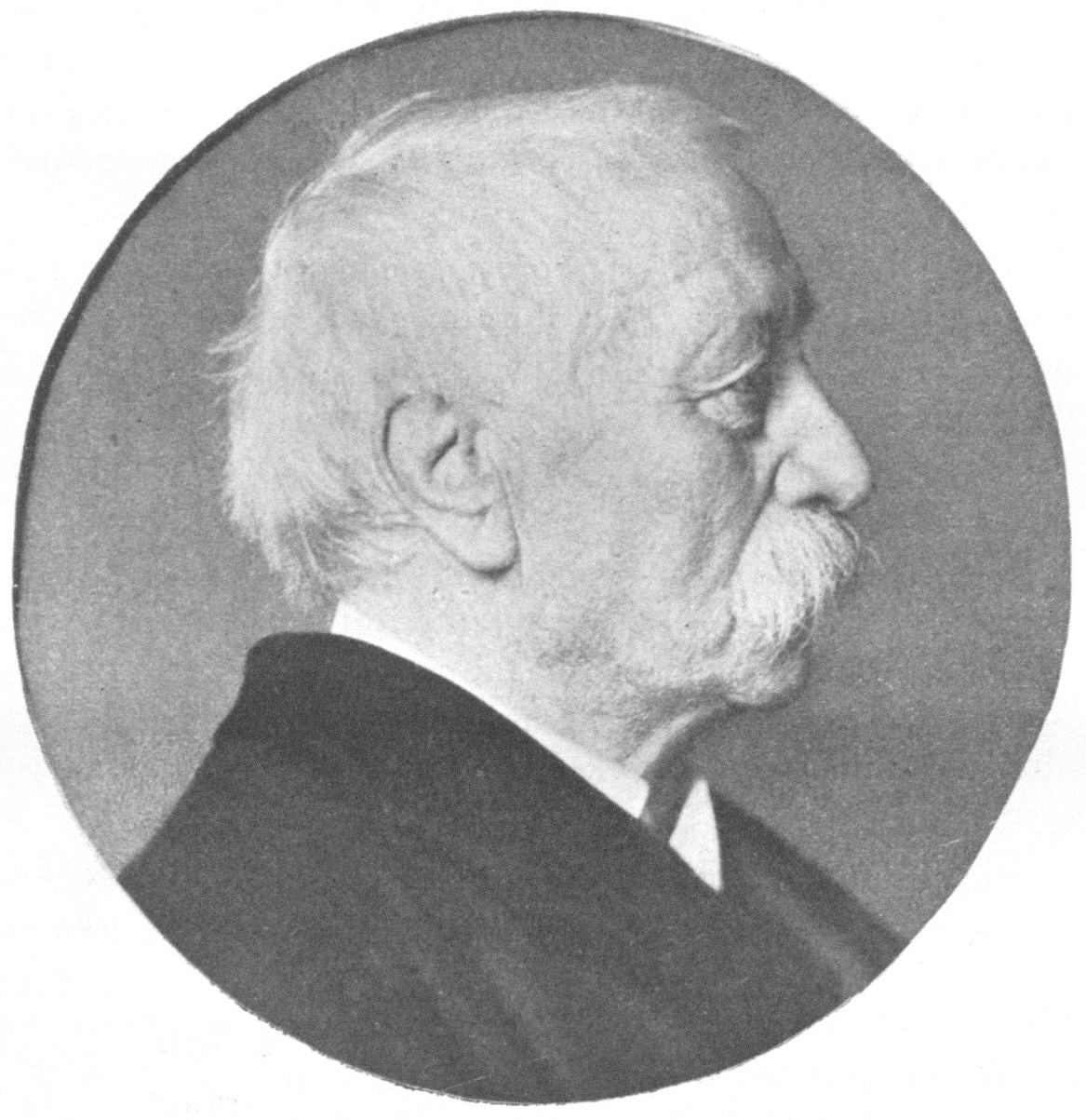
Johann Peter von Reininghaus, 1900

Johann Peter Reininghaus, seit 1883 Edler von Reininghaus (* 2. Oktober 1818 in Kierspe, Westfalen; † 7. Mai 1901 in Graz, Steiermark) war ein Industrieller und Bierbrauer aus der Familie Reininghaus.

## Leben

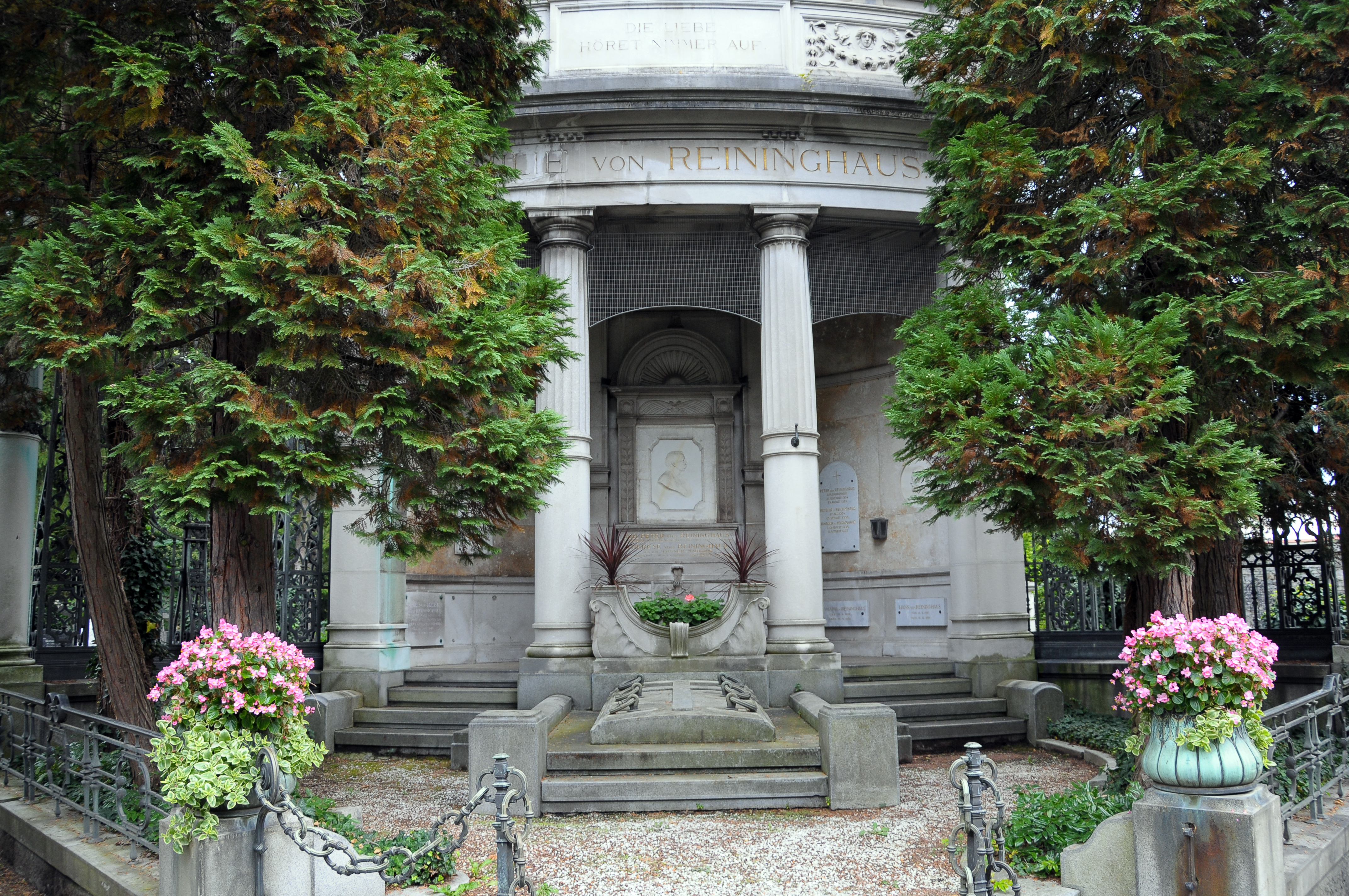
Grab auf dem Stadtfriedhof St. Peter

Der Sohn eines Hammergewerken und Landwirts und spätere Großvater von Peter Reininghaus besuchte die Gewerbeschule in Hagen und arbeitete danach bei einem Schmied. Ein Stipendium ermöglichte ihm, 1838–1841 an der Technischen Hochschule in Berlin Chemie zu studieren. Nach Beendigung des Studiums war er als Teilhaber von Unternehmen der chemischen Branche in Breslau und Berlin tätig und kam 1848 nach Wien.
Sein jüngerer Bruder Julius (1823–1862; Brauereifachmann und Gärtechniker in Deutschland und Wien) war hier beim Wiener Brauereibesitzer Adolf Ignaz Mautner angestellt und entwickelte gemeinsam mit diesem die Presshefe. Johann Peter lernte in Wien die älteste der Mautner-Töchter, Theresia (auch Therese; 1832–1926), kennen und heiratete sie am 27. Juni 1850 in Wien. Julius Reinighaus heiratete 1856 Mautners dritte Tochter (fünftes Kind) Emilie Susanna (1838–1887). Johann Peter von Reininghaus soll stets unter der Zurücksetzung durch seinen Schwiegervater – welcher seinen kreativeren Bruder Julius bevorzugte – gelitten haben. Die Frage, wer der wirkliche Erfinder der Presshefe war, führte später sogar zu einem Gerichtsprozess zwischen den Familien Reininghaus und Mautner-Markhof.

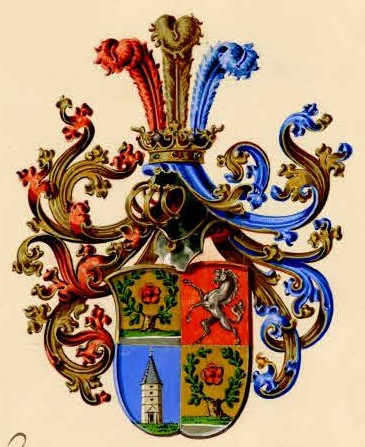
Wappen als "Edler von Reininghaus" (1884)

1853 erwarben Johann Peter und Therese Reininghaus die Königshofer Brauerei in Baierdorf bei Graz. Gemeinsam mit seinem früh verstorbenen Bruder Julius baute Johann Peter Reininghaus das Unternehmen zum Großbetrieb Brüder Reininghaus aus, der bis in den Orient, Sansibar und Südamerika exportierte. Neben der Brauerei wurde auch eine Spiritus- und Presshefefabrik errichtet. Als Absatzgrenze mit den von der Familie Mautner-Markhof betriebenen Brauereien in Wien diente der Semmering.
Reininghaus beteiligte sich 1887 maßgeblich an der Gründung der Grazer Tramwaygesellschaft und der Grazer Schloßbergbahn sowie 1898 bis 1902 an der Errichtung des Lebringer Elektrizitätswerkes, des ersten Flusskraftwerks der Steiermark. Auf ihn gehen einige Neuerungen und Patente der Brauindustrie zurück. Er errichtete auch die erste steirische Spiritus- und Presshefefabrik.
Der 1884 als „Edler von Reininghaus“ nobilitierte Großunternehmer, der vielfach geehrt und ausgezeichnet wurde, gilt als einer der bedeutendsten steirischen Industriellen der Gründerzeit. In seinem Haus – er hatte Schloss Hardt in Thal bei Graz erworben – verkehrten von ihm geförderte Begabte, darunter der Schriftsteller Peter Rosegger (1843–1918) und der Forscher Rudolf Falb (1838–1903).